# Route nationale 112 (France)
Pour les articles homonymes, voir Route nationale 112.
Pour un article plus général, voir Liste des routes nationales de France.
La route nationale 112, ou RN 112, est une route nationale française reliant Mazamet à Castres. Jusqu'en 2006, elle reliait Montpellier à Albi via Béziers, Saint-Pons-de-Thomières et Castres.

## Histoire
À l'origine, le tracé de la route nationale 112 a été créée en 1759, après la construction du pont de Rigautou sur la rivière Thoré. Elle reliait Castres à Montpellier,.
De 1824 à la réforme de 1972, la RN 112 reliait Agde à Toulouse. 
Elle est renommée[Quand ?] RD 112 entre Castres et Toulouse et RD 612 sur certains tronçons du parcours. La section de Montpellier à Agde appartenait à la RN 108. La section de Castres à Albi appartenait à la RN 118.
Le décret no 2005-1499 du 5 décembre 2005 conserve la portion de route nationale 112 uniquement entre Mazamet (route départementale 612) et Castres (route nationale 126) au titre de la liaison avec Toulouse, assurée par les autoroutes A68 et A680 ainsi que la route nationale 126.

## Gestion et exploitation
La portion de la route nationale 112 entre Mazamet et Castres est gérée par la Direction interdépartementale des Routes du Sud-Ouest. Les sections reversées aux départements sont gérées par les conseils départementaux.

## Tracé de Montpellier à Albi

### De Montpellier à Saint-Pons-de-Thomières
Les communes traversées sont :
- Montpellier (km 0)
- Saint-Jean-de-Védas (km 1)
- Villeneuve-lès-Maguelone (km 3)
- Mireval (km 10)
- Vic-la-Gardiole (km 11)
- Frontignan (km 18)
- Sète (km 22)
- Marseillan (km 43)
- Agde (km 53)
- Vias (km 57)
- Villeneuve-lès-Béziers (km 67)
- Béziers (km 75)

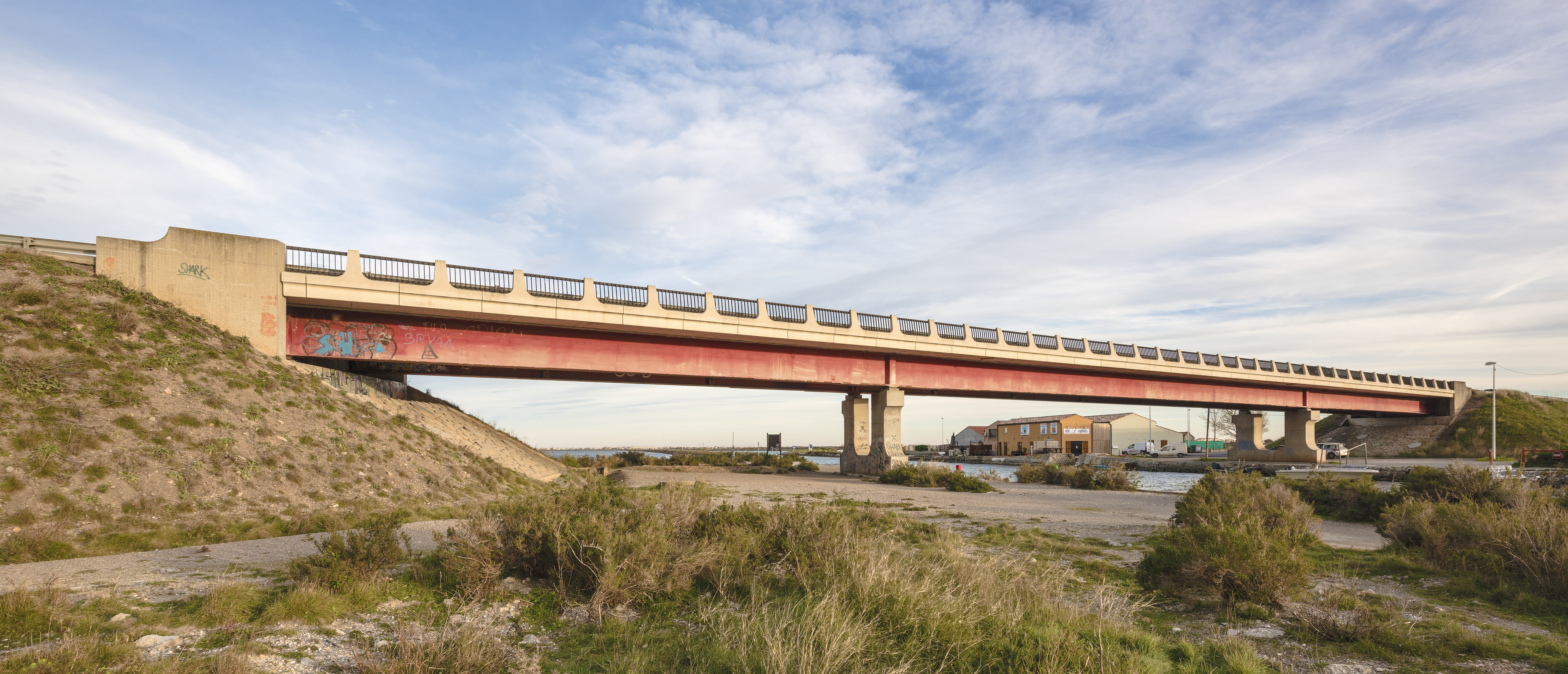
Franchissement du Canal du Rhône à Sète à Frontignan.

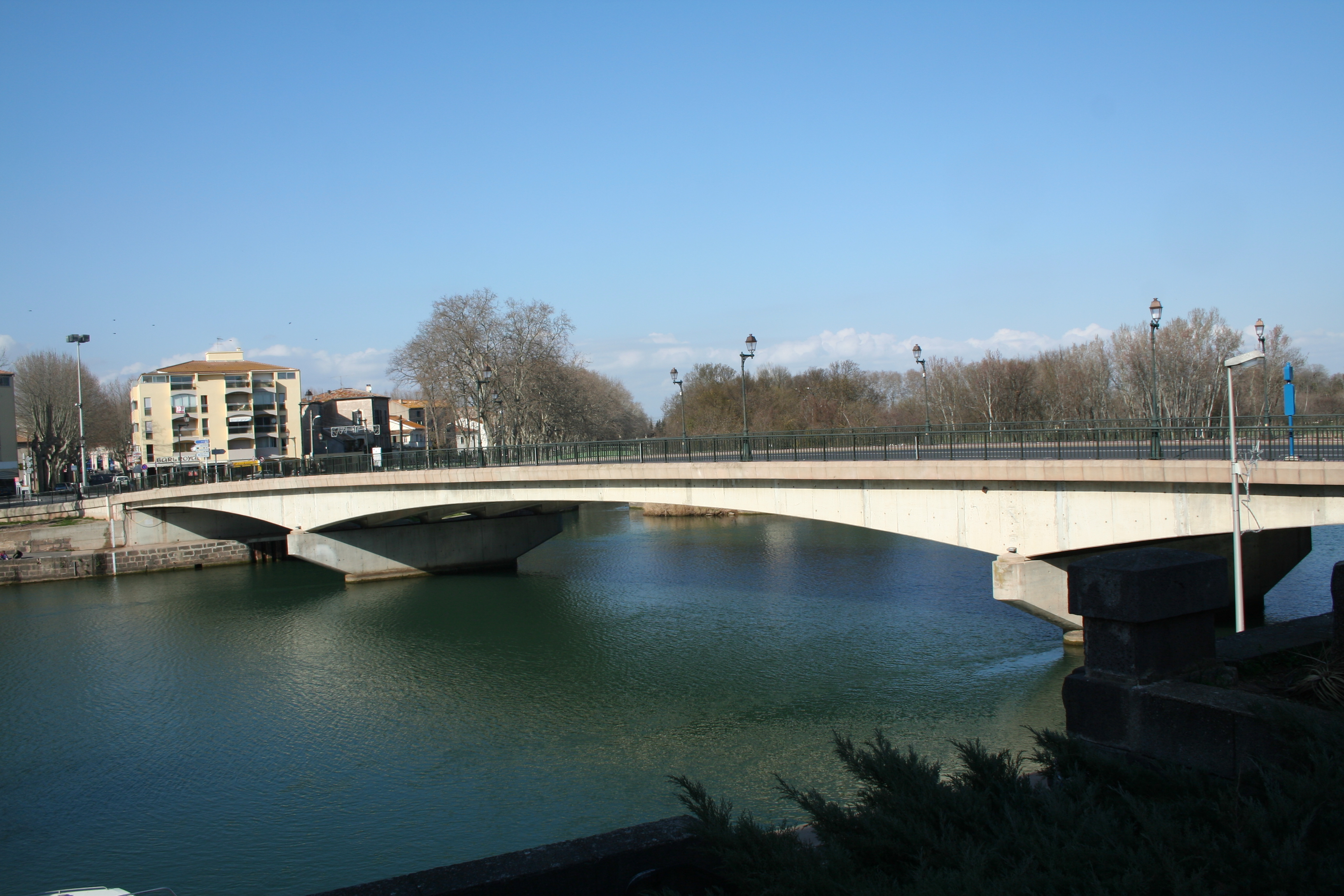
Franchissement de l'Hérault à Agde.

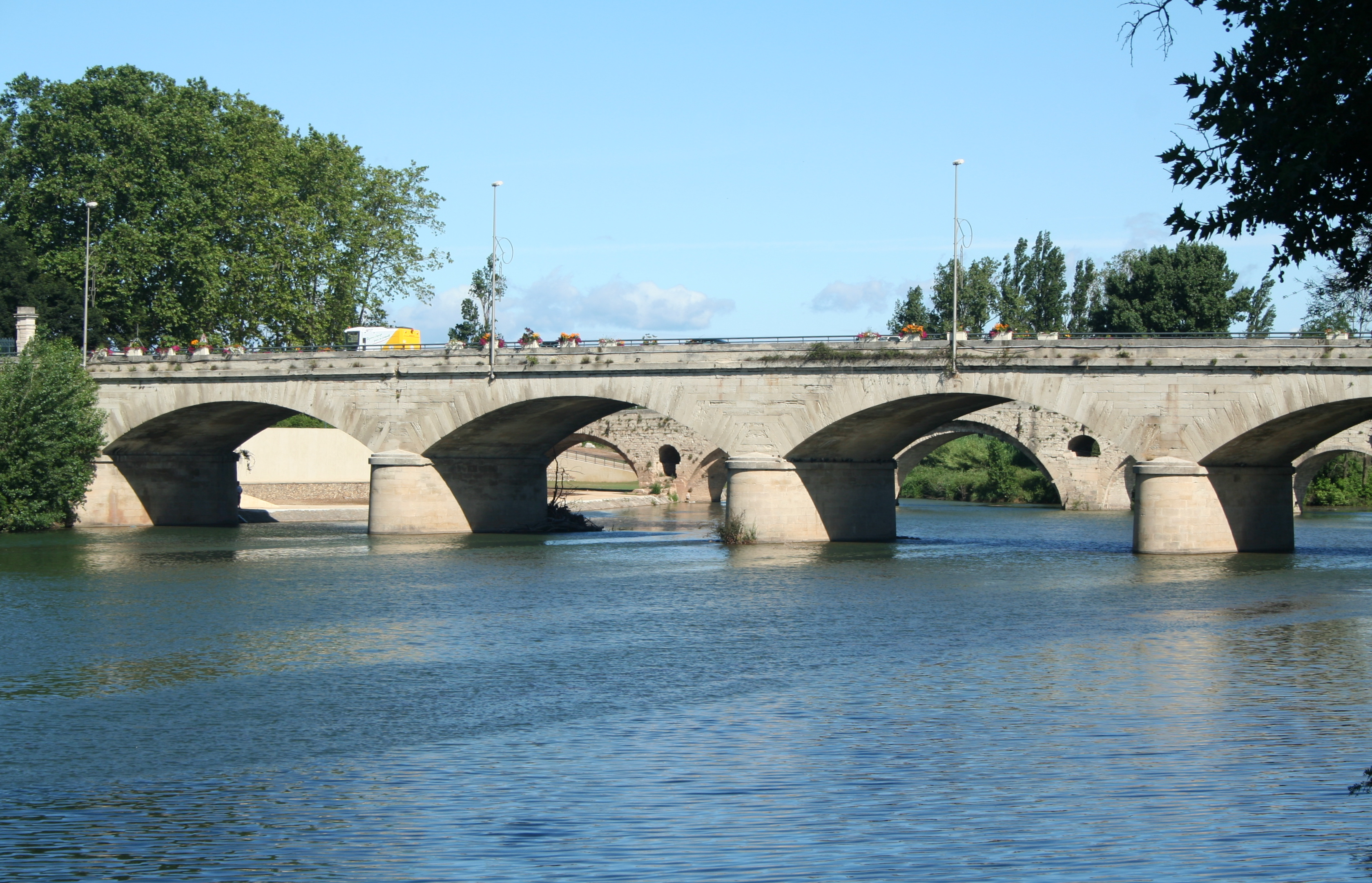
Franchissement de l'Orb à Béziers.

La nouvelle numérotation D 612 s'applique au contournement nord de la ville, intégrant la toute nouvelle section nord-ouest (ancienne N 334) tandis que l'ex-route nationale traversant la ville a été renommée D 612B.
- Maureilhan (km 83)
- Puisserguier (km 90)
- Creissan (km 92)
- Cébazan (km 97)
- Saint-Chinian (km 102)
- Babeau-Bouldoux (km 105)
- Ferrières-Poussarou, où l'on franchit le ruisseau de l'Ilouvre sur le Pont de Poussarou. (km 111)
- Pardailhan, où l'on franchit le col de Rodomouls (563 mètres d'altitude), le point le plus élevé de la route (km 218)
- Riols, plus exactement le hameau de Condades. (km 122)
- Saint-Pons-de-Thomières (km 124)

### De Saint-Pons-de-Thomières à Albi
Les communes traversées sont :
- Courniou (km 129), où le col de la Fenille (459 m) marque la ligne de partage des eaux entre l'océan Atlantique et la mer Méditerranée.
- Labastide-Rouairoux (km 141)
- Saint-Amans-Soult (km 148)
- Mazamet (km 158)
- Rigautou, commune de Pont-de-Larn
- Payrin-Augmontel
- Valdurenque
- Lagarrigue
- Castres : par la déviation mise en service au printemps 2006. Elle est constituée par une 2×2 voies limitée à 110 km/h de la route de Toulouse (RN 126) à la route d'Albi (ex-RN 112), devenue la RD 1012. L'ancienne route est devenue la D 612. (km 176)
- Vénès (km 191)
- Réalmont (km 197)
- Albi (km 214)

## Ancien tracé de Castres à Toulouse (jusqu'en 1972)
- Castres
- Les Farguettes, commune de Castres
- Vielmur-sur-Agout
- Lalbarède, commune de Guitalens-L'Albarède
- Guitalens, commune de Guitalens-L'Albarède
- Saint-Paul-Cap-de-Joux
- Lavaur
- Verfeil
- En Lance, commune de Saint-Marcel-Paulel
- Beaupuy : à partir de cette commune, la route est gérée par Toulouse Métropole et se nomme M 112.
- Montrabé
- Toulouse

## Voie express

### Contournement de Castres
- Giratoire entre la RN 112 et la RD 621
- D 56 : Labruguière, Lagarrigue, Aéroport de Castres-Mazamet
- : Lagarrigue, Castres, Brassac, Lacaune
- D 60 : Castres, Hauterive, Labruguière
- D 85 : Castres, Navès, Viviers-lès-Montagnes, Dourgne
- Giratoire avec la sortie RN 126
- RN 126 : Castres, Soual, Revel, Toulouse, Carcassonne
- D 112 : Castres, Vielmur-sur-Agout, Lavaur, Toulouse, Montauban
- D 83 : Castres, Lautrec, Graulhet
- Giratoire avec la RD 612

### Contournement d’Agde et de Vias

#### Contournement de Vias
- Échangeur entre D612 et D612A
- Vias Vias, Vias-plage
- Vias Ouest Vias-Ouest